# 塔卡克山
9°49′40″S 76°36′55″W / 9.82778°S 76.61528°W

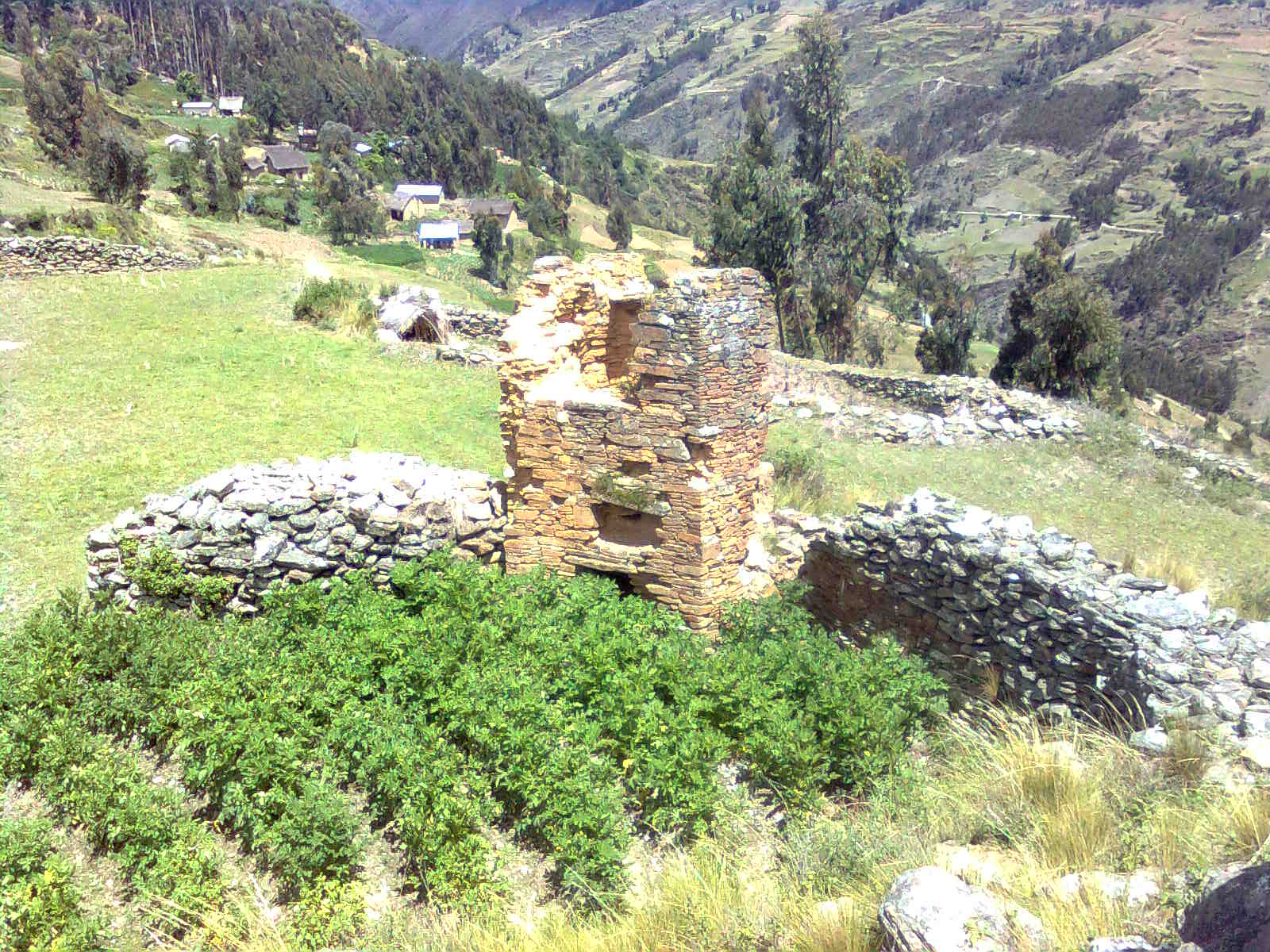

塔卡克山（T'akaq），是秘魯的山峰，位於該國中部瓦努科大區，由亞羅維爾卡省的查維尼略區負責管轄，屬於安地斯山脈的一部分，海拔高度4,000米。